# O. k.

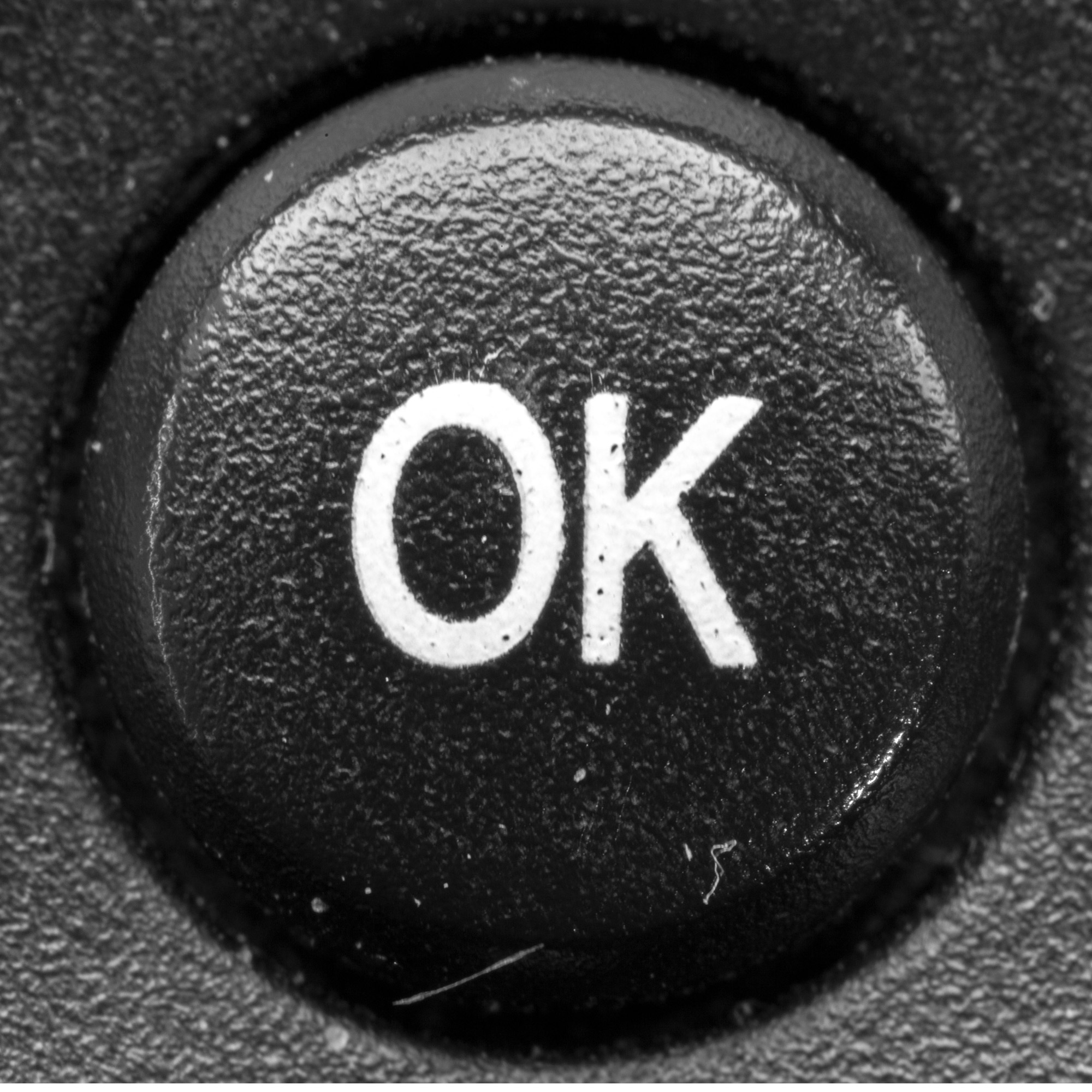
Makrofotografie tlačítka „OK“ na dálkovém ovladači televize.

O. k., v neformální podobě též O.K., OK, ok či okay (oukej), je výraz celosvětově užívaný k vyjádření souhlasu, znamenající „v pořádku“, „dobře“, „ujednáno“. V angličtině existuje i jako sloveso ve významu souhlasit, tolerovat, respektovat, kvitovat, zaujmout neutrální nebo nekonfliktní postoj vůči něčemu; může se použít i jako pozitivní hodnocení (nikoli však excelentní). Existuje mnoho teorií vysvětlujících etymologii tohoto slova, u žádné z nich však nelze s jistotou určit její ověřitelnost a pravost.

## Výslovnost
V češtině se užívá zpravidla dvojí výslovnosti výrazu o. k., či ok. Jedná se o výslovnost ó ká, vycházející z české výslovnosti písmen O a K; a výslovnost oukej, vycházející z anglické výslovnosti těchto písmen. Tato druhá výslovnost se též váže k neformálnímu výrazu okay, který je v mnoha případech užíván také.

## Etymologie
V roce 1964 publikoval Allen Walker Read článek The Folklore of "O. K.", zabývající se možnými etymologickými původy tohoto výrazu. Mezi nejvíce pravděpodobné se řadí následující:
1. Z řeckého slova Ola Kala (česky vše je dobré, vše je v pořádku) užívané řeckými učiteli ve Spojených státech. Je též možné, že řečtí námořníci užívali tento výraz v amerických přístavech. Říká se, že na lodích byl nápis O.K. sloužící jako označení, že loď je již v pořádku a připravena. Toto užívání sahá až do 80. let 18. století.
2. Zkratka špatně resp. foneticky zapsaných anglických slov all correct (česky vše v pořádku) jako /oll korrect/. První známka o tomto užití je z roku 1839.
3. Zkratka přezdívky Old Kinderhook (česky Starý Kinderhook), kterou užíval americký prezident Martin Van Buren. Tato přezdívka odrážela místo jeho narození, sídlo Kinderhook ve státě New York.
4. Z indiánského slova kmene Choctaw oke, či okeh (ve významu to je), zaznamenané roku 1812.
5. Ze slova afrického jazyka wolofštiny waw-kay (ve významu souhlasu), nebo z fráze z mandajských jazyků o ke (ve významu zajisté). První zmínka pochází z roku 1815.
6. Ve vojenském slangu se výrazu OK používalo při rádiovém provozu. Jednalo se o zkrácení výrazu řečeného při návratu z bojových misí: zero killed (nula mrtvých či žádní mrtví). Jelikož se v angličtině do vysílačky nevyslovuje číslice nula jako zero [zírou], ale jako písmeno o [ou], v konečné fázi se proto pro rychlejší a srozumitelnější komunikaci používalo místo zero killed pouze o killed a nebo jen zkratka OK.